# Sumi Jo
Sumi Jo (Seul, 22 de novembro de 1962) é uma soprano sul-coreana.
Formada em canto e piano, na Escola de Arte Sun Hwa de Seul, chega à Itália em 1983 para estudar canto na Academia de Santa Cecilia em Roma, especialmente com o tenor Carlo Bergonzi.
Debuta em 1986 no Teatro Comunal Giuseppe Verdi de Trieste como Gilda, em Rigoletto. Herbert von Karajan, lhe chamou "uma voz do céu".